# Águia-de-haast
A águia-de-haast (Hieraaetus moorei) foi uma grande ave de rapina que outrora habitou a ilha Sul na Nova Zelândia, comumente aceita como sendo o Pouakai que, segundo a lenda maori, era uma Ave monstruosa que matava e comia humanos. Diz-se geralmente que a espécie é a maior águia que já existiu. Explica-se seu tamanho maciço como uma resposta ao tamanhos de suas presas, já que se alimentava principalmente de grandes animais como a moa, uma grande ave terrestre que podia pesar até 230 kg, e era 15 vezes mais pesada que a própria águia. A águia-de-haast se extinguiu por volta de 1400, depois os primeiros maoris caçaram a moa, sua principal presa, até a extinção.

## Taxonomia e evolução

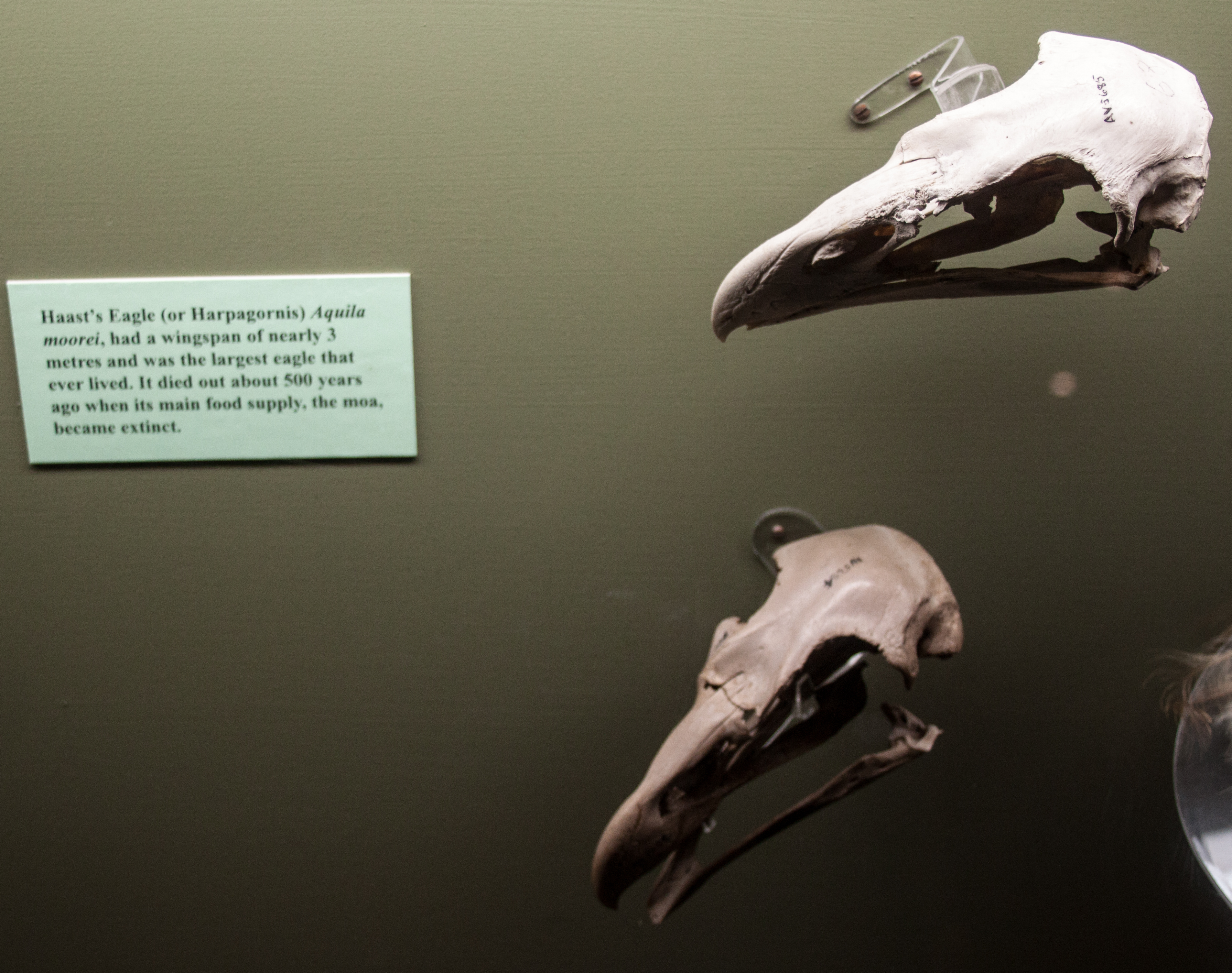
Crânios de águia-de-haast exposto em um museu

A primeira descrição da águia-de-haast foi do geólogo alemão Julius von Haast em 1871, com base em restos encontrados por F. Fuller em uma antiga fazenda. Haast nomeou oficialmente a espécie como Harpagornis moorei em homenagem á George Henry Moore, dono de uma fazenda onde os ossos do pássaro foram encontrados. O nome é proveniente do grego harpax, que significa gancho, uma referência as suas grandes garras em forma de gancho, e ornis, que significa pássaro.
Uma análise de DNA mostrou que a águia-de-haast está mais relacionada evolutivamente com a águia-pequena (Hieraaetus morphnoides) e com a águia-calçada (Hieraaetus pennatus), do que com a grande águia-audaz (Aquila audax) como anteriormente havia se pensado, sendo que a águia-de-haast se divergiu de seus parentes próximos do gênero Hieraaetus há apenas cerca de 700 000 anos. Se está estimativa estiver correta, seu aumento de peso em dez a quinze vezes em comparação com seus parentes vivos mais próximos é um crescimento relativamente rápido. Isso foi possível em parte devido a presença de grandes presas e pela ausência da concorrência com outros grandes predadores.

## Descrição
A águia-de-haast foi uma das maiores aves de rapina que já viveu, sendo em comprimento e peso maior do que os maiores abutres vivos. Outra águia gigante de registro fóssil, a Amplibuteo woodwardi, foi descrita recentemente e rivaliza com a águia-de-haast em aspecto de comprimento total, sendo relativamente mais leve. As águias-de-haast fêmeas foram significativamente maiores que os machos, a maioria das estimativas sugerem um peso feminino na faixa de 10–15 kg e masculino em torno de 9–12 kg, uma comparação com águias vivas da região australásica resultou em massas corporais ao redor de 14 kg para as fêmeas e de 11,5 kg para os machos, as maiores fêmeas no entanto podem ter pesado até 16,5 kg.

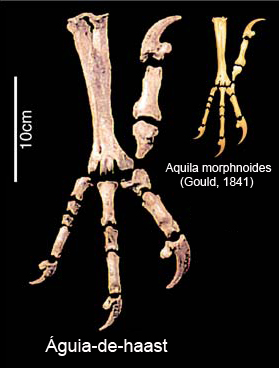
Morfologia comparativa da águia-de-haast com seu parente vivo mais próximo a águia-pequena

A maioria das espécie de grandes águias existentes não excedem aos 9 kg de peso em estado selvagem, sendo cerca de 40% menores em tamanho corporal que as águias-de-haast.[carece de fontes?]
A águia-de-haast possuía uma envergadura relativamente curta para o seu tamanho, estima-se que as fêmeas plenamente crescidas normalmente tivessem uma envergadura de 2,60 m e possivelmente até 3,00 m em alguns casos, sendo um tamanho amplamente semelhante ao de outras grandes águias vivas como a águia-real (Aquila chrysaetos), a águia marcial (Polemaetus bellicosus) e o pipargo-gigante (Haliaeetus pelagicus), que são conhecidas por terem asas de mais 2,50 m, várias espécies dos maiores abutres do velho mundo, ainda que sejam mais leves, provavelmente também são maiores que a águia-de-haast em envergadura média. Asas curtas podem ter auxiliado as águias-de-haast a se deslocarem por entre as densas florestas e matas fechadas da Nova Zelândia.
Enquanto que a maioria dos ossos estudados eram internos, alguns restos das águias-de-haast permitiram que os biólogos fizessem comparações com águias vivas. A águia-filipina (Pithecophaga jefferyi), o gavião-real (Harpia harpyja) e o pipargo-gigante que são as maiores e mais poderosas águias existentes também reduziram consideravelmente o tamanho relativo de suas asas como uma adaptação para se locomoverem e habitats fechados como florestas. Uma mandíbula inferior coletada de uma uma águia-de-haast media cerca de 11 cm, o tarso tinha entre 23–25 cm de comprimento, e possuía garras de tamanho semelhante às do gavião-real com as frontais tendo de 5 a 6 cm e uma garra de hallux de 11 cm. A águia-filipina pode ser a espécie viva mais adequada para se comparar com a águia-de-haast, pois também evoluiu em ambiente insular e de antepassados menores para tamanhos maiores devido a ausência de mamíferos carnívoros e de outros grandes predadores concorrentes.
As pernas fortes e poderosas e os músculos de voo maciços dessas águias permitiram que esses pássaros decolassem com um salto de partida do chão, apesar de seu grande peso. A cauda foi quase que certamente longa, com até 50 cm em espécimes fêmeas, e muito larga, está característica teria compensado a redução no tamanho de suas asas, proporcionando elevação adicional. O comprimento total foi estimado em 1,40 m nas fêmeas, com uma altura de aproximadamente 90 cm ou mais.

## Comportamento

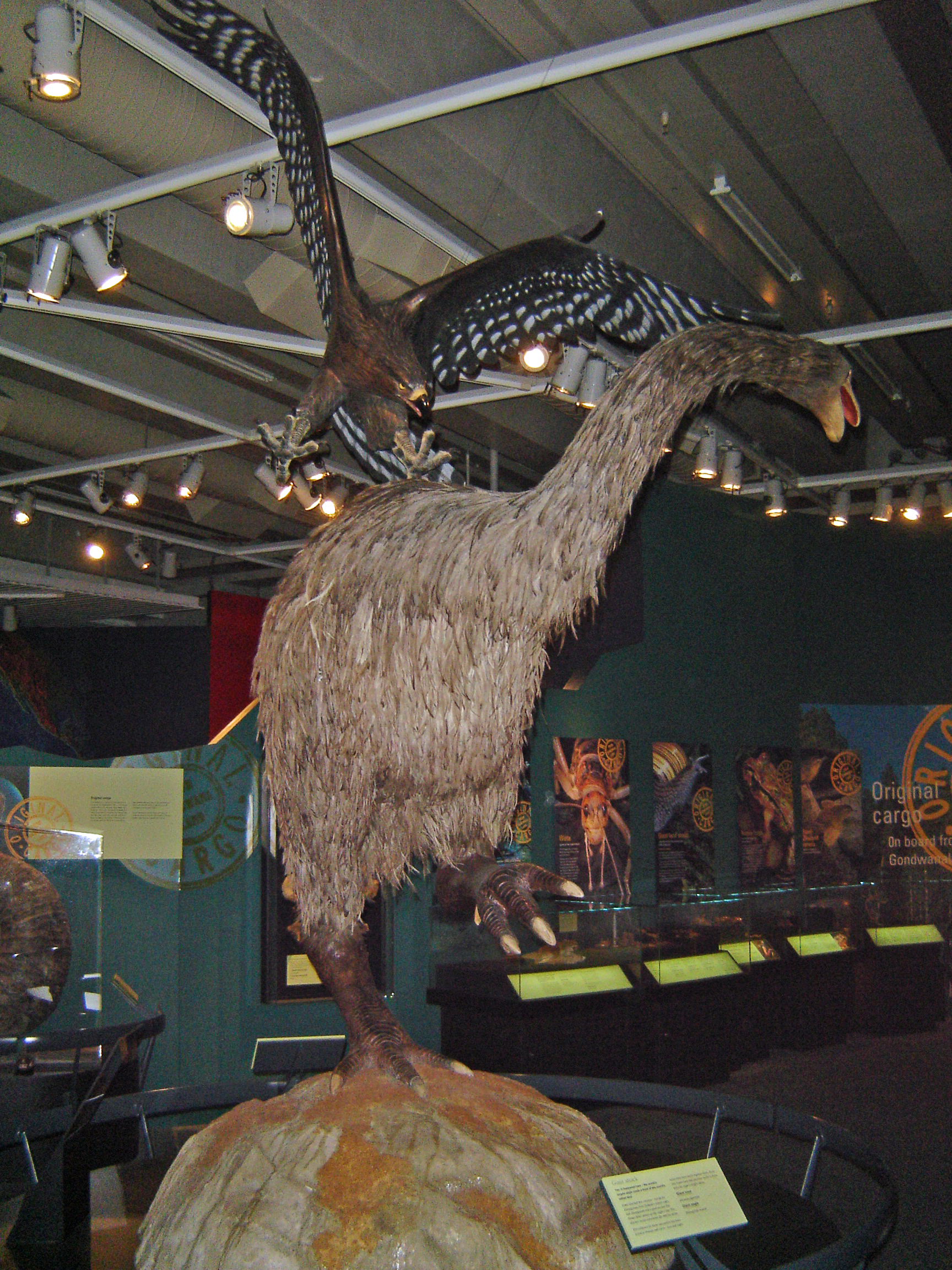
Um modelo do museu Te Papa na Nova Zelândia que mostra uma águia-de-haast atacando uma moa

Ás águias-de-haast se alimentavam de grandes espécies de pássaros terrestres, como a moa, que era até 15 vezes maior e mais pesada, atacando estas grandes aves em velocidades de até 80 km/h.[carece de fontes?]
Seu tamanho e peso indicam uma força de ataque corporal equivalente a um bloco de concreto caindo do topo de um prédio de oito andares. Seu grande bico também poderia ter sido usado para rasgar os órgãos internos de sua presas, e a morte, então, teria sido causada pela perda de sangue. Na ausência de outros grandes predadores e carniceiros, águia-de-haast facilmente poderia ter monopolizado uma única grande carcaça ao longo de vários dias.

## Extinção
Até a recente colonização humana que introduziu roedores e gatos, os únicos mamíferos nativos encontrados nas ilhas da Nova Zelândia eram três espécies de morcegos. Livre da competição com mamíferos terrestres e ameaças predatórias, as aves ocupavam e dominavam todos os principais nichos ecológicos da Nova Zelândia pois não existia ameaças aos seus ovos e filhotes. As moas eram pastadoras, e ocupavam na Nova Zelândia o mesmo nicho que os cervos ocupavam em outros lugares do mundo, com as águias-de-haast exercendo o mesmo papel de grandes predadores mamífero do topo da cadeia alimentar, como tigres e leões.
Os primeiros colonizadores humanos chamados maoris, chegaram a Nova Zelândia por volta do ano de 1280, e imediatamente começaram a caçar de forma intensa as grandes aves terrestres, incluindo todas as espécies de moas, que eventualmente acabaram extintas por volta de 1400, não muito tempo depois a águia-de-haast acabou se tornando igualmente extinta devido ao desaparecimento de sua principal presa.
O notável explorador, Charles Edward Douglas, afirmou em um de seus diários que teve um encontro com duas grandes águias de tamanho imenso no vale do rio Landsborough (fato que aconteceu provavelmente durante a década de 1870) as quais ele matou e comeu, porém elas provavelmente se tratavam de exemplares da espécie Circus eylesi, outra grande águia da Nova Zelândia que assim como a águia-de-haast se encontra atualmente extinta.